# Kk 62
La Kk 62, también conocida como Kvkk 62 (konekivääri 62 "ametralladora 62" o kevyt konekivääri 62 "ametralladora ligera 62") es una ametralladora ligera finlandesa de 7,62 mm diseñada a finales de la década de 1950, con el primer prototipo listo para ser probado en 1960. Fue adoptada oficialmente como el arma estándar de apoyo a la infantería de las Fuerzas Armadas Finlandesas en 1962 con la designación 7,62 konekivääri 62; las primeras armas fueron suministradas en 1966. Continúa en servicio, aunque su reemplazo, la ametralladora de propósito general PKM ya ha entrado en servicio.

## Detalles del diseño
La Kk 62 es un arma automática accionada por gas y alimentada mediante cinta. Utiliza un cerrojo oscilante cuyo tetón de acerrojado encaja en el techo del cajón de mecanismos y dispara a cerrojo abierto. En general su sistema de operación está basado en el de la ametralladora vz. 52 checoslovaca. El cajón de mecanismos de la Kk 62 está hecho de acero fresado, con su culata metálica tubular albergado el muelle recuperador. Es alimentada desde el lado derecho, mediante cintas de 100 cartuchos que son transportadas en bolsas que se enganchan en la pared del cajón de mecanismos. La Kk 62 no tiene cañón de cambio rápido, lo cual es una seria desventaja cuando se precisa fuego sostenido; la doctrina de empleo original se basaba en ágiles tácticas de ataque y retirada antes que fuego de apoyo desde una posición fortificada. La baqueta está acoplada en el lado derecho de la culata y el cajón de mecanismos. Delante de la bandeja de alimentación se encuentra un asa de transporte que se pliega lateralmente, también está equipada con un bípode plegable.
La Kk 62 dispara el cartucho intermedio soviético 7,62 x 39 M43, que puede intercambiarse con cualquier fusil de asalto estándar de las Fuerzas Armadas Finlandesas (desde el Rk 62 al Rk 95 TP). Sus principales desventajas son la falta de un cañón de cambio rápido y su poca resistencia ante la suciedad y la humedad, por lo que necesita mucho más cuidado en combate que la mayoría de fusiles de asalto de las Fuerzas Armadas finlandesas.